# Đường Đức Tông
Đường Đức Tông (chữ Hán: 唐德宗; 27 tháng 5, 742 - 25 tháng 2, 805), húy Lý Quát (李适), là vị Hoàng đế thứ 10 hay thứ 12 của nhà Đường trong lịch sử Trung Quốc. Ông là người có thời gian cai trị lâu thứ ba trong các vị Hoàng đế nhà Đường, sau Đường Huyền Tông và Đường Cao Tông, với tổng cộng 26 năm.
Sau khi kế thừa hoàng vị từ phụ thân là Đường Đại Tông, Đường Đức Tông có chính sách sai lầm đối với thế lực phiên trấn cát cứ, dẫn đến việc 4 trấn ở Hà Bắc bất mãn và gây ra các cuộc nổi loạn từ năm 781 đến 785, sử gọi là loạn Tứ trấn. Giữa lúc tình hình bên ngoài rối ren thì quân đội Kinh Nguyên làm phản, buộc Đức Tông phải chạy loạn đến Phụng Thiên, vì thế sử gọi đó là Sự biến Phụng Thiên. May nhờ có Lý Thịnh chủ trì đại cục, mới có thể ổn định lại tình hình, Đức Tông lại trở về kinh đô cũ; nhưng vẫn không ngăn cản được sự phát triển của thế lực phiên trấn, gây nên nhiều họa loạn về sau.
Trong những năm cai trị đầu tiên, Đức Tông chủ trương tiết kiệm, lại theo kiến nghị của Dương Viêm tiến hành chế độ lưỡng thuế pháp, gây nên bất bình trong tầng lớp quý tộc. Sau chính biến Phụng Thiên, Đức Tông ngày càng trở nên sa đọa, xa xỉ lãng phí, dành sự tin tưởng quá mức cho các hoạn quan, xa lánh đại thần có công, khiến nạn hoạn quan tham chính được dịp nổi lên, triều chính dần suy sụp. Ông qua đời năm 805 và người kế nhiệm là thái tử Lý Tụng, tức Đường Thuận Tông.

## Thân thế và cuộc sống ban đầu
Đường Đức Tông Lý Quát là con trai trưởng của Đường Đại Tông Lý Dự, chào đời vào ngày Quý Tị tháng 4 năm Thiên Bảo thứ 4 (tức ngày 27 tháng 5 năm 742), thời cụ nội Đường Huyền Tông Lý Long Cơ. Mẹ ông là Thẩm thị, vốn là một thiếp của Đại Tông, về sau khi Đức Tông lên ngôi truy phong là Duệ Chân hoàng hậu. Khi đó, ông nội của ông là Đường Túc Tông Lý Hanh còn là Thái tử và cha ông Đường Đại Tông vẫn còn là một Hoàng tôn, mang tước vị Quảng Bình quận vương (廣平郡王).
Cuối năm 742, Đường Huyền Tông hạ chiếu lập Lý Quát, chưa tròn một tuổi làm Phụng Tiết quận vương (奉節郡王), bái là Đặc tiến. Năm Lý Quát được 13 tuổi (755), An Lộc Sơn nổi dậy chống nhà Đường, tấn công vào Trường An. Đường Huyền Tông cùng triều đình chạy đến đất Thục, Lý Quát đã cùng Đường Túc Tông cũng dự vào đoàn xa giá, trong khi mẹ ông là Thẩm phu nhân bị thất lạc với hoàng thất trong sự kiện này.
Năm 762, Đường Túc Tông qua đời, cha ông là Thái tử Lý Dự nối ngôi, tức Đường Đại Tông. Không lâu sau khi lên ngôi, Đại Tông phong tước thân vương cho Lý Quát và một số người con khác. Lý Quát được phong làm Lỗ vương (魯王), đồng thời được lĩnh chức Thiên hạ binh mã nguyên soái, nắm quyền chỉ huy tối cao các đội quân trong nước. Tháng 9 cùng năm, Lý Quát được cải phong là Ung vương (雍王).

## Thân vương - Thái tử
Tháng 11 cùng năm, Lý Quát được cử đi đánh dẹp vua chính quyền Đại Yên lúc đó là Sử Triều Nghĩa. Ngày Tân Dậu tháng 10 ÂL, Lý Quát cùng Dược Tử Ngang, Ngụy Cư, Vi Thiếu Hoa đến Thiểm châu để thiết lập lại liên minh với bộ lạc Hồi Hột, cùng chống Yên. Các tướng Quách Tử Nghi, Bộc Cố Hoài Ân và Trình Nguyên Chấn cũng được ban lệnh dẫn quân theo sau giúp đỡ Lý Quát. Lúc ông đến Thiểm châu, nghe Khả hãn Hồi Hột là Đăng Lý đang đóng ở Hà Bắc, bèn dẫn khoảng 10 tả hữu đến gặp. Khả hãn trách cứ ông tại sao không yết kiến, Dược Tử Ngang đứng bên cạnh trả lời rằng làm đúng theo nghi lễ thì Lý Quát không cần quỳ lạy Khả hãn Hồi Hột. Tướng Hồi Hột là Xa Tị cho rằng lúc Hồi Hột hỗ trợ nhà Đường giành lại Trường An năm 757 thì thái tử hai nước (tức Đường Đại Tông và Khả hãn Đăng Lý) đã kết làm anh em thì Lý Quát cũng phải dùng lễ thúc phụ mà tiếp kiến Hồi Hột khả hãn, Dược Tử Ngang lại bảo thái tử Trung Nguyên không có cớ gì phải quỳ lạy phiên vương ngoại quốc, cuối cùng dẫn đến tranh cãi giữa hai bên. Cuối cùng Xa Tị cho bắt Dược Tử Ngang, Ngụy Cư, Vi Thiếu Hoa, Lý Tiến về trại Hồi Hột rồi cho đánh trăm roi, cuối cùng đêm đó Cư và Thiếu Hoa chết. Còn Lý Quát bị cho là còn nhỏ không hiểu chuyện nên được trở về trại. Vì thế sau này, Đức Tông rất oán hận Hồi Hột.
Về sau các tướng Đường cùng tiến quân giải phóng được Lạc Dương, trong khi Lý Quát vẫn ở Thiểm châu. Tuy mang danh nguyên soái, nhưng thực chất ông không nắm được quyền lực trong quân, mọi việc đều do các tướng dưới quyền giải quyết. Sang năm 763, loạn An Sử chính thức bị dẹp, Lý Quát do lập được công nên được phong làm Thượng thư lệnh và được vẽ tranh đặt trong Yên Lăng các cùng 8 vị tướng khác. Sang cuối năm 763, quân Thổ Phiên tràn sang lãnh thổ Đại Đường, chiếm đóng Trường An và Đại Tông phải trốn đến Thiểm châu, Lý Quát được cử làm thống lĩnh các đạo quân ở Quan Trung (xung quanh Trường An) nhưng cũng không có quyền hành gì trên thực tế, quyền lực trong quân thuộc về phó soái Quách Tử Nghi.
Năm 764, Đường Đại Tông hạ chiếu phong cho Lý Quát làm Hoàng thái tử. Chức Thượng thư lệnh của ông ban đầu được dự định sẽ chuyển cho Quách Tử Nghi, song Tử Nghi không nhận, nên chức vị lại bị bỏ trống. Năm 765, một ni cô là Quảng Trừng vào cung tự nhận là Thẩm phu nhân, mẹ của thái tử; nhưng sau đó Đại Tông tra ra được Quảng Trừng chỉ là nhũ mẫu của Lý Quát, bèn sai đánh tới chết.
Các sử sách viết về triều đại nhà Đường thường không nhắc nhiều đến những hành trạng của Lý Quát lúc ông làm thái tử. Tư trị thông giám dẫn lời của Đại Tông nói với đại thần Lý Bí năm 778 rằng Lý Quát là người kể các tội trạng của tể tướng Nguyên Tái để Đại Tông có cớ giết chết Nguyên Tái (777).
Ngày 23 tháng 5 năm 779, Đại Tông lâm bệnh nặng, đến ngày 10 tháng 6), Hoàng đế hạ lệnh để Thái tử Lý Quát giám quốc. Cùng hôm đó, Đại Tông qua đời ở nội điện. Ngày 12 tháng 6, Lý Quát tức vị, sử xưng là Đường Đức Tông.

## Làm hoàng đế

### Hăng hái canh tân

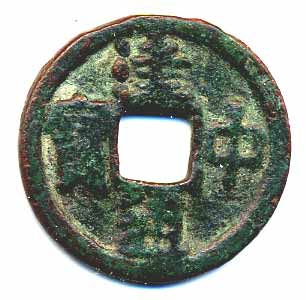
Kiến Trung thông bảo

Ngay sau khi lên ngôi, do không đồng nhất ý kiến với tể tướng Thường Cổn trong việc thực hiện tang lễ cho vua cha; nên Đức Tông bãi chức Thường Cổn, đày đến Triều châu, sau đó phong cho người bị Cổn đuổi trước kia là Thôi Hựu Phủ về triều, phong làm Môn hạ thị lang, Đồng bình chương sự (Tể tướng).. Tướng Quách Tử Nghi được phong thêm một số chức vị, tăng ấp lên 200 hộ và được Đức Tông gọi là thượng phụ; nhưng bị ngấm ngầm tước binh quyền. Các vùng đất cũ do ông này quản lý được chia cho các tướng: Lý Hoài Quang làm Tiết độ sứ các châu Bân, Ninh, Khánh, Tấn, Giáng, Từ, Thấp; Sóc Phương lưu hậu Thường Khiêm Quang làm Linh châu đô đốc, Tiết độ sứ các vùng Định Viễn, Thiệm Đức, Diêm, Hạ và Phong. Đồng thời Đức Tông cho phóng sinh một số thú nuôi trong cung, bãi lệnh các nơi cống nộp nhiều kì trân dị bảo và cho một số cung nữ được về quê. Lại hạ lệnh giết Lang Lê Cán và Lưu Trung Dực là người trước kia từng gièm pha với Đại Tông phế bỏ ông lập con Quý phi là Hàn vương Lý Huýnh lên làm thái tử.
Mùa thu năm 779, do sự tiến cử của Thôi Hựu Phủ, Đức Tông bèn cho Dương Viêm làm Môn hạ thị lang, Đồng bình chương sự; cùng lúc lại phong Thứ sử Hoài Châu Kiều Lâm làm Ngự sử đại phu bởi lời tiến cử của Trương Thiệp.
Cuối năm đó táng Duệ Văn Hiếu Vũ hoàng đế ở Nguyên Lăng, miếu hiệu Đại Tông. Trên đường đi, quan hữu ti tâu rằng mệnh của Đức Tông không Thích hợp đưa tang vào lúc này, nhưng Đức Tông cho rằng nên giữ đạo hiếu với tiên đế, bản thân cũng không tin vào những điều dị đoan, bèn quyết định tiếp tục đưa tang.
Tết âm lịch năm Canh Thân (780), Đức Tông cải nguyên là Kiến Trung năm đầu, tôn hiệu Thánh Thần Văn Vũ hoàng đế và bắt đầu thi hành cải cách tài chính do Dương Viêm đề xuất. Đầu tiên, Đức Tông hạ lệnh ước đinh sản của bách tính, phân ra đẳng cấp mà thu thuế, cải cách này gọi là Lưỡng thuế pháp. Theo đó, dân đinh nghèo vẫn được miễn thuế như dân đinh xuất thân từ nhà giàu. Lại quy định các châu huyện phải báo cáo số hộ giàu lên triều đình, những hộ này sẽ phải đóng thuế nhiều nhất, thương buôn, vẫn phải đóng thuế như những người khác. Mỗi năm thu thuế hai lần vào mùa hạ và mùa thu và bãi các chế độ như thanh miêu, diêm thiết, tô dung... Với cải cách này, một số hộ nghèo được giảm bớt gánh nặng do tiền thuế, nhưng nó cũng gây ảnh hưởng đến quyền lợi của bọn thương buôn và phú hộ, nên không được số đông bọn người này ủng hộ.
Năm 780, Thôi Hựu Phủ lâm bệnh và qua đời; Trong triều lại có tranh chấp mới. Trước đó, tể tướng Nguyên Tái bị phế và bị giết có công lớn của Tả bộc xạ Lưu Yến. Đến đây, Dương Viêm muốn báo thù cho Nguyên Tái, bèn xúi giục một số người dâng sớ nói Lưu Yến trước kia muốn phế Lý Quát để lập Hàn vương; vì vậy Yến bị biếm chức và bị bức tử cùng năm. Dương Viêm sau đó cho khôi phục lại các chế độ như dưới thời Nguyên Tái.
Ở Hồi Hột, Khả hãn Đăng Lý bị Đốn Mạc Hạ giết. Đốn Mạc Hạ sai sứ sang nhà Đường xin cầu phong, Đức Tông phong làm Vũ Nghĩa Thành công khả hãn. Mùa hạ cùng năm, Đức Tông tôn mẹ là Thẩm thị là hoàng thái hậu (mặc dù bà đã mất tích) và truy tặng chức tước cho thân tộc Thẩm thị.
Năm 781, nữ quan Lý Chân tưởng lầm cháu gái hoạn quan Cao Lực Sĩ là Thẩm thái hậu, nên loan báo lên triều đình. Đức Tông vui mừng, cho đón vào cung Thượng Dương. Cao thị biết mình không phải thái hậu thật nên bất an, cuối cùng nói hết sự thật. Đức Tông vẫn hạ lệnh xá tội vì sợ rằng làm như vậy sẽ cản trở việc tìm thái hậu. Về sau có rất nhiều kẻ tự xưng là Thẩm thái hậu, nhưng đều là dối trá, thái hậu không bao giờ được tìm thấy nữa
Tiết độ sứ Bình Lư Lý Chính Kỉ dâng biểu hỏi lý do tại sao Lưu Yến lại chết, Dương Viêm lo sợ, bèn phao tin đồn, đổ hết mọi chuyện cho Đức Tông. Đức Tông vô cùng căm giận nên muốn giết Dương Viêm. Mùa xuân năm 781, Đức Tông phong Lư Kỉ làm tể tướng mới thay cho Thôi Hựu Phủ đã chết để tạo đối trọng với Dương Viêm. Nhưng Lư Kỉ là kẻ vô học thức, bị Dương Viêm khinh khi. Do đó Lư Kỉ cũng hận Dương Viêm, bèn gièm pha với Đức Tông. Kết quả năm 781, Dương Viêm bị tước chức vị rồi bị giết chết.

### Vấn nạn phiên trấn
Năm 779, tướng Hoài Tây là Lý Hi Liệt trục xuất tiết độ sứ Lý Trung Thần; Đức Tông phong Hoài Tây lưu hậu Lý Hi Liệt làm Tiết độ sứ Hoài Tây và tướng Mã Toại làm Tiết độ sứ vùng Hà Đông. Mã Toại ở vùng này nhanh chóng phát triển thế lực, đến hơn một năm sau đã có hơn ba vạn binh mã. Về phần Đức Tông cũng bất bình trước việc các Tiết độ sứ lộng quyền lúc vua cha còn tại vị, nên có ý diệt trừ bớt đi. Đầu tiên vào tháng 7 năm 779, Đức Tông bãi miễn Tiết độ sứ Tây Xuyên Thôi Ninh và Tiết độ sứ Vĩnh Bình Lý Miễn với danh nghĩa triệu họ về triều giữ chức Đồng bình chương sự. Sau đó, ông phong vương cho các hoàng tử và hoàng đệ; sang đầu năm 780, lập Tuyên vương Lý Tụng làm hoàng thái tử.
Tiết độ sứ Tây Xuyên Thôi Ninh đã bị tước binh quyền và giam lỏng trong triều. Đến tháng 10, quân Thổ Phiên cùng Nam Chiếu tổng cộng hơn 10 vạn liên kết với nhau và phân tam đạo xâm nhập biên giới các châu Mậu, Phù, Văn, Lê, Nhã. Lúc đó Thôi Ninh còn ở triều, các tướng dưới quyền không thắng nổi địch, phải bỏ thành mà chạy, dân chúng cũng hoảng hốt bỏ trốn. Đức Tông cảm thấy lo lắng, bèn sai Tiết độ sứ Tây Xuyên Thôi Ninh về trấn nhưng Thôi Ninh từ chối. Đức Tông nghe theo phân tích của Dương Viêm, vẫn giữ Thôi Ninh lại, và cử 4000 cấm ninh do Lý Thịnh chỉ huy cùng với 5000 binh ở các vùng Bân, Lũng, Phạm Dương do Khúc Hoàn chỉ huy đến cứu Thục. Quân Đường đánh bại được quân Nam Chiếu, hơn 8-9 vạn binh Nam Chiếu và Thổ Phiên lại bị chết do đói rét ở đất Thục.
Trong khi đó, triều đình lại trọng dụng Chu Thử và Lý Hoài Quang, cử đi thu phục các châu Tần, Nguyên bị Thổ Phiên chiếm được trước đó. Đến năm 780, Chu Thử được phong ở bốn trấn, còn Hoài Quang cũng được trọng dụng Trong khi đó Lưu Văn Hỉ ở Kính châu kháng lệnh triều đình, nên nhà Đường sai Chu Thử đến kiềm chế, do đó Thử càng được trọng dụng. Một thời gian sau Thổ Phiên sai sứ đến Trường An cầu hòa.
Chu Thử giao chiến với Lưu Văn Hỉ ở Kính châu đã nhiều trận nhưng không hạ được, tiền của cho việc binh đao cũng rất hao tốn, nên một số đại thần xin xá tội cho Lưu Văn Hỉ, nhưng Đức Tông vốn có ý loại trừ phiên trấn nên không nghe. Sau đó Lưu Hải là tướng dưới quyền của Văn Hỉ nổi dậy, đánh bại Văn Hỉ rồi cắt đầu nộp về Trường An. Trong khi đó Đức Tông cho hạ lệnh xây thành Phụng Thiên để phòng thủ mặt phía tây. Còn Chu Thử đang ở kinh thành cũng được phong tới chức Trung thư lệnh (tể tướng).
Thời Đường Đại Tông, trên lãnh thổ Đại Đường đã xuất hiện bốn trấn có thế lực lớn là Lý Chính Kỉ ở Bình Lư, Lý Bảo Thần ở Thành Đức, Điền Thừa Tự ở Ngụy Bác và Lương Sùng Nghĩa ở Sơn Nam Đông đạo, trong đó Bình Lư, Thành Đức và Ngụy Bác gọi là Hà bắc tam trấn. Bốn trấn liên kết cùng nhau, muốn thục hiện chế độ cha truyền con nối, khởi đầu là Điền Thừa Tự nhường chức cho cháu là Điền Duyệt. Đến đầu năm 781, Lý Bảo Thần ở Thành Đức mất, con là Lý Duy Nhạc xưng là Thành Đức lưu hậu, sai sứ đến Trường An cầu phong. Đức Tông sợ nếu chấp thuận thì các trấn khác cũng bắt chước, nên từ chối. Được tin đó, Lý Duy Nhạc liên kết với Điền Thừa Tự, Lý Chính Kỉ Lương Sùng Nghĩa(Những người vốn lo sợ số phận của mình e sẽ như Lưu Văn Hỉ) không nhận lệnh triều đình và bắt đầu cử binh tạo phản, loạn tứ trấn bùng nổ.
Tháng 7 năm 781, Đức Tông phong Lý Hi Liệt làm Tiết độ sứ Hoài Tây, dẫn quân tiến đánh Lương Sùng Nghĩa không tuân lệnh triều đình. Dương Viêm vốn đố kị Lý Hi Liệt, nên ngăn cản, Đức Tông không nghe. Đến khi ra quân, Lý Hi Liệt chần chừ không tiến quân, Lư Kỉ gièm pha rằng Lý Hi Liệt sợ Dương Viêm giành mất đại công và khuyên Đức Tông bãi chức Dương Viêm. Có chiếu biếm Dương Viêm làm Tả bộc xạ, không cho tham dự chính sự nữa, Tiền Vĩnh Bình được phong làm Trung thư thị lang, Đồng bình chương sự, đảm nhận tướng vị. Trong khi đó, các tiết độ sứ Mã Toại ở Hà Đông, Lý Bão Chân ở Chiêu Nghĩa]] đã đánh bại quân của Điền Duyệt, không bao lâu sau Lý Chính Kỉ lại hoăng, con là Lý Nạp nối chức. Điền Duyệt sai sứ đến chỗ Lý Duy Nhạc và Lý Nạp cầu cứu nhưng không ăn thua. Ở Tri Thanh; Lý Nạp thượng biểu xin kế tập, Đức Tông không nghe.
Cùng lúc, Lương Sùng Nghĩa bị bại trận và tự sát. Lý Hi Liệt nhân cơ hội lập công này mà phát triển thế lực và trở thành một phiên trấn mới. Ở mặt trận Thành Đức, Tiết độ sứ Phạm Dương Chu Thao đem quân đánh Lý Duy Nhạc ở Mạc châu. Tướng Trương Hiếu Trung đánh bại được quân của Duy Nhạc, được Đức Tông phong làm Tiết độ sứ Thành Đức và triệu Duy Nhạc hộ tang về triều, Duy Nhạc vẫn kháng lệnh. Ở mặt trận Ngụy Bác và Tri Thanh, quân của Điền Duyệt và Lý Nạp cũng liên tục thua trận, Điền Duyệt phải lui về Ngụy châu, Lý Nạp lui về Bộc châu (782) rồi bị quân Đường vây hãm trong các thành đó. Lại có chiếu dụ hàng bộ tướng của Lý Duy Nhạc, ai hàng sẽ được xá tội và ban thưởng.
Sang năm 782, quân tứ trấn liên tiếp bại trận, Điền Duyệt và Lý Nạp bị vây hãm trong hai thành Ngụy châu và Bộc châu, Lý Duy Nhạc cũng thua trận bỏ trốn về Hằng châu. Tướng ở Thành Đức là Vương Vũ Tuấn thấy đại cục không đứng về Lý Duy Nhạc, bèn cùng quân sĩ bắt sống Duy Nhạc rồi thắt cổ chết, cắt đầu nộp cho triều đình để chuộc tội. Các quận ở Hà Bắc lần lượt bị quân Đường bình định, duy có Ngụy châu vẫn nằm trong tay của Điền Duyệt.
Trong khi đó mâu thuẫn mới lại nảy sinh trong nội bộ quân Đường khi Chu Thao chỉ được phong thêm hai châu Đức, Lâm trong khi ông ta muốn cả Thâm châu. Triều đình không chịu, buộc Chu Thao phải về trấn ngay lập tức. Còn Vương Vũ Tuấn ý mình cũng có công mà không được phong thưởng hậu, lại sinh oán hận. Hai người bắt đầu nảy sinh ý khác.
Điền Duyệt đang bị vây ở Ngụy châu, nghe tin hai tướng bất mãn, bèn sai Dương Hựu và Hứa Sĩ Tắc đến thuyết phục Chu Thao trở mặt phản Đường, hứa sau khi thành công sẽ nhường cho Bối châu. Chu Thao vốn sẵn có khác ý, nghe tin mừng rỡ, bèn giải vây cho Điền Duyệt và hội quân cùng nhau. Sau đó Điền Duyệt chiêu dụ luôn cả Vương Vũ Tuấn. Cả ba liên kết cùng nhau, dự định tiến quân về Trường An, bắt sống Đường Đức Tông.
Trong khi đó Lý Nạp cũng bị nguy khốn ở Bộc châu, bèn dâng biểu xin hàng nhưng Đức Tông không đồng ý. Lý Nạp bèn quyết chí phản Đường, cho quân đánh ra ngoài, giải vây ở Bộc châu rồi đến đóng ở Vận châu, thiết lập liên minh với Điền Duyệt. Thế lực các trấn lại mạnh lên, triều đình không thể kiểm soát được nữa. Chu Thao lại muốn lôi kéo cả Trương Hiếu Trung nhưng ông này từ chối.
Chu Thao viết thư bọc sáp sai người mang đến cho anh là Chu Thử ở Phượng Tường đề nghị hưởng ứng làm phản. Mã Toại bắt được thư, sai đưa về Trường An, dâng lên Đức Tông. Đức Tông có ý nghi ngờ, bèn triệu Chu Thử về kinh, cấm cố trong phủ đệ để đề phòng, nhưng vẫn cho rằng Chu Thử không có liên quan gì trong việc này. Trong khi ở triều đình, Lư Kỉ gièm pha và xúi giục Đức Tông đuổi các đại thần Nhan Chân Khanh, Trương Dật và Nghiêm Dĩnh. Lư Kỉ lại khuyên Đức Tông không nên khoan dung mà phải nghiêm khắc với kẻ dưới, từ đó ông trở nên khắc nghiệt, thiên hạ bắt đầu thất vọng. Lư Kỉ lại sợ nếu như Đức Tông phong tiếp tể tướng thứ hai thì mình sẽ chia bớt quyền lực cho người khác, nên tiến cử người cùng cách là Quan Bá làm tể tướng, do vậy triều chính vẫn nằm trong tay Lư Kỉ. Nghe theo Lư Kỉ, Đức Tông cho khôi phục lại hai loại thuế là thuế gian trá và trừ mạch tiền, lại còn khuyến khích người dân báo cáo về việc trốn thuế của nhau, khiến dân chúng tức giận
Giữa năm 782, Đức Tông phong cho Lý Hi Liệt làm Tiết độ sứ năm vùng Bình Lư, Tri Thanh, Duyện vận, Đăng Lai, Tề châu; cùng Mã Toại làm Tiết độ sứ Hà Đông, Ngụy Bác, Thiền Tương; Lý Hoài Quang làm Đồng bình chương sự, cùng tấn công Chu Thao, nhưng thất bại nặng nề. Cuối năm 782, bốn trấn khởi loạn bàn nhau xưng vương hiệu nhưng không cải niên hiệu, để tỏ ý bán li khai với triều đình nhà Đường: Chu Thao xưng là Ký vương, Điền Duyệt xưng là Ngụy vương, Vương Vũ Tuấn xưng Triệu vương, Lý Nạp xưng Tề vương, trong đó Thao là minh chủ, tự xưng là cô, ba đứa kia xưng là quả nhân. Chu Thao lại phong cho thê thiếp và phi, con trai làm thế tử y như một nước chư hầu.

### Sự biến Phụng Thiên
Vào đầu năm 783, Lý Hi Liệt đem ba vạn quân tới đóng ở Hứa châu, lại nảy ý cùng các trấn phản Đường, nên sai sứ đến kết giao với Lý Nạp, định ước cùng nhau tấn công Biện châu. Tuy kế hoạch đánh Biện châu không thành nhưng từ đó, Lý Hi Liệt bắt đầu liên kết với Chu Thao rồi sau cùng đến hội quân cùng các trấn. Sau đó, Lý Hi Liệt xưng là Thiên hạ đô nguyên soái, Thái úy, Kiến Hưng vương; sau đó còn định vượt mặt các trấn mà xưng đế. Trong suốt năm đó, hai bên vẫn ở thế cầm cự với nhau, nhưng nhà Đường bị bất lợi hơn một chút. Đức Tông sai Nhan Chân Khanh đến dụ Lý Hi Liệt nhưng không có kết quả. Trong khi đó bốn trấn còn lại bắt đầu thuyết phục Lý Hi Liệt xưng là hoàng đế.
Tương Thành bị quân Hoài Tây vây gấp; Đức Tông phái Lý Miễn là Tiết độ sứ Tuyên Vũ và Kha Thư Diệu mang 1 vạn quân đi cứu. Lý Miễn muốn thừa cơ Lý Hi Liệt sơ hở mà đánh thẳng vào Hứa châu chứ không cần tới Tương Thành. Nhưng khi quân Lý Miễn đã tới Hứa châu thì Đường Đức Tông lại không tán thành ý định của Lý Miễn, bắt ông lui binh. Lý Miễn phải bỏ Hứa châu rút lui, bị Lý Hi Liệt truy kích đánh bại. Kha Thư Diệu cũng bị vây tại Tương Thành.
Thấy tình hình bất ổn, Đức Tông bèn cho triệu quân từ Kinh Nguyên đến cứu. Ngày 2 tháng 11 năm 783, Diêu Lệnh Ngôn dẫn 5000 quân Kinh Nguyên đến Trường An. Do quân sĩ Kinh Nguyên đi đường mệt mỏi nên có một số bị bệnh hoặc bị đói rét; Đức Tông sai Kinh triệu doãn Vương Hồng đến ủy lạo tướng sĩ, nhưng vị quan này chỉ cho quân Kinh Nguyên ăn chay chứ không cho ăn thịt. Quân Kinh Nguyên cực kì tức giận, bèn cùng nhau tấn công vào cung. Đức Tông hết sức kinh ngạc vì việc này, vội sai người đem vàng bạc ra để xoa dịu. Quân Kinh Nguyên không theo, bắn chết viên trung sứ rồi cướp luôn cả 120 xe vàng bạc, tiến thẳng vào cung. Đường Đức Tông có lực lượng mới mộ của Bạch Chí Trinh, bèn điều ra chống giữ. Nhưng những cấm quân mới đều là người buôn bán ở phố chợ, không biết chiến đấu, tan rã bỏ chạy hết. Vua hoảng sợ, vội triệu quân cấm vệ đến hộ giá nhưng không có ai đến cả. Trong lúc nguy cấp, Đức Tông chỉ kịp dẫn theo Vương Quý phi, Vi Thục phi, Thái tử Tụng cùng các hoàng tử khác và công chúa Đường An trốn ra khỏi Uyển Bắc Môn, còn đến hơn 17, 18 vương tử và công chúa không theo kịp. Bấy giờ đi theo Đức Tông vừa ra khỏi kinh, đại thần Khương Công Phụ dâng sớ thỉnh cầu phải dẫn theo cả Chu Thử vì rất có thể quân Kinh Nguyên sẽ tôn phò Chu Thử làm vua, nhưng Đức Tông cho rằng không còn kịp nữa, sau đó nhằm về hướng tây mà chạy, đêm đó chạy tới Hàm Dương rồi đến Phụng Thiên. Quân Kinh Nguyên tràn vào phá nát, cướp bóc sạch sành sanh các cung điện, rồi Diêu Lệnh Ngôn cho đón Chu Thử vào điện, tôn làm minh chủ. Trương Đình Chi cũng khởi binh từ Kinh Nguyên, nghe tin Chu Thử được lập, bèn đến yết kiến và quy phục.
Đức Tông ở Phụng Thiên muốn triệu tập quân các nơi về cần vương, nhưng Lư Kỉ cứ khẳng định Chu Thử là người trung thành, không đáng ngại, không lâu sau Thử sẽ cho đón vua về. Đức Tông cảm thấy nhẹ nhõm hơn, nên xuống chiếu cho quân các đạo đóng cách xa thành ba mươi lý để đợi Chu Thử đến đón. Khương Công Phụ lại khuyên ông phải đề phòng trước, Đức Tông cho phải, bèn đổi lệnh, triệu hết quân vào thành. Trong lúc đó Chu Thử quyết tâm làm phản, sai Hàn Mân đem 3000 quân tấn công Phụng Thiên. Phụng Thiên binh ít không thể chống giữ nổi quân của Chu Thử, tình hình thật nguy cấp. Lúc này ở Trường An, Chu Thử tiếm xưng hoàng đế của nước Tần, cải nguyên Ứng Thiên, chính thức ra mặt phản lại nhà Đường. Chu Thử giết rất nhiều tông thất nhà Đường và phong cho Chu Thao làm Hoàng thái đệ, hai bên liên minh và phân công nhau: Chu Thao mang quân đánh chiếm khu vực bắc sông Hoàng Hà, Chu Thử sẽ đánh chiếm khu vực Tam Tần (Quan Trung), rồi cùng nhau hội binh ở Lạc Dương.
Đức Tông vừa đến Phụng Thiên mấy ngày thì thấy Thôi Ninh đến yết kiến. Thôi Ninh nói với ông việc Lư Kỉ chuyên quyền dối vua. Lư Kỉ tức giận, liên kết với Vương Hoành để hại Thôi Ninh. Đúng lúc Chu Thử có chiếu phong Thôi Ninh làm Trung thư lệnh, Đức Tông bắt đầu sinh nghi, lại hạ lệnh thắt cổ Thôi Ninh đến chết, nhưng xá miễn cho toàn gia.
Lúc bấy giờ quân của Chu Thử bao vây Phụng Thiên rất chặt. Chu Thử lại cử thêm Diêu Lệnh Ngôn, Trương Quang Thịnh, Lý Trung Thần, Cừu Kính Trung... đưa quân đến đánh tiếp. Lúc đó, Lý Hoài Quang đưa quân đội đến Phụng Thiên cứu giá. Đến ngày 18 tháng 1, quân của Chu Thử vẫn chưa hạ được Phụng Thiên mà Lý Hoài Quang đã đến, bèn rút quân vào ngày 18 tháng 1 năm 784. Để có thêm lực lượng, Đức Tông sai sứ đến cầu viện vua Thổ Phiên, hứa cắt hai vùng An Tây, Bắc Đình. Thổ Phiên cử hai vạn quân giúp Đức Tông.
Tiếp sau đó, quân cứu viện từ các trấn khác lần lượt kéo đến Phụng Thiên tổng cộng lên đến vạn người. Thế của quân triều đình lại mạnh lên, quân của Chu Thử bắt đầu nao núng. Nhưng trong thời điểm đó, một mâu thuẫn mới lại nảy sinh trong nội bộ nhà Đường do Lý Hoài Quang vốn không hài lòng với các cận thần của Đức Tông gồm Lư Kỷ, Triệu Tán, Bạch Chí Trinh, nên muốn nhân cơ hội này tâu xin Đức Tông trừ bọn họ đi. Đến khi lập công đánh thắng Chu Thử, Lý Hoài Quang bị Lư Kỉ ngăn trở không cho gặp Đức Tông, hai bên phát sinh mâu thuẫn. Sau đó Đức Tông hạ lệnh cho Lý Hoài Quang cùng Lý Thịnh, Lý Kiến Huy, Dương Huệ Nguyên cùng tiến chiếm lại Trường An.
Ngày 27 tháng 1 năm 784, theo đề xuất của Lục Chí, Đường Đức Tông ban chiếu thư tự trách mình không biết nghe lời can gián, để cho gian nhân thao túng mà nghi ngờ tướng lĩnh khiến họ nổi loạn, sau đó hạ lệnh xá tội cho tất cả những người đã tạo phản trước kia, trừ Chu Thử, đồng thời miễn thuế thân cho những binh lính tham gia trong trận chiến với quân Đại Tần. Trong khi đó, Lý Hoài Quang đang dẫn binh đánh Trường An lại dâng biểu xin bãi chức bọn gian thần. Tháng 2 năm 784, Đức Tông hạ lệnh bãi chức Lư Kỉ; giết hoạn quan thân tín Địch Văn Tú; phong Lư Hàn làm tể tướng mới. Sau đó ông sai người đến thuyết phục Điền Duyệt quy phục, hứa bỏ qua hết mọi tội trước, lại còn ban cho quan tước, Điền Duyệt lại xao động mặc dù Chu Thao ra sức khuyên ngăn. Thị lang dưới quyền Điền Duyệt là Hứa Sĩ Tắc lại bảo Chu Thao là người bất nghĩa, trước kia đã giết tới hai chủ, nay lại phản triều đình thì quả là người không đáng tin; cuối cùng Điền Duyệt, Vương Vũ Tuấn và Lý Nạp quyết định bỏ vương hiệu, trở về với nhà Đường. Đức Tông cho đổi niên hiệu là Hưng Nguyên năm đầu.
Cùng lúc ở Biện châu, Lý Hi Liệt tự xưng là Sở hoàng, cải nguyên Vũ Thành. Còn Chu Thao thấy các trấn ở Hà Bắc không theo mình nữa, bèn đưa quân đánh vào Ngụy Bác, nhưng không thể thắng được. Ở Trường An, Chu Thử đổi quốc hiệu là Đại Hán, cải nguyên Thiên Hoàng. Biết Lý Hoài Quang sau khi diệt được Lư Kỉ lại nảy sinh ý khác, Chu Thử khuyên Hoài Quang trở giáo phản nhà Đường, hẹn ước sẽ chia nhau vùng Quan Trung để cùng xưng đế, kết làm anh em. Đến ngày 20 tháng 2, Lý Hoài Quang nghe theo, hội quân cùng Chu Thử phản Đường. Ở Ngụy Bác, Điền Duyệt con Điền Thừa Tự là Điền Tự bị ám sát. Đức Tông phong cho Điền Tự làm Tiết độ sứ. Chu Thử muốn thuyết phục Điền Tự trở về với mình nhưng cũng không được.
Lý Hoài Quang nhân đêm tối cho quân công đánh Lý Kiến Huy và Dương Huệ Nguyên, giết Huệ Nguyên, sau đó mật ước với Chu Thử cùng tiến thẳng đến Phụng Thiên để bắt sống Đức Tông. Đức Tông hạ lệnh giới nghiêm trong toàn thành Phụng Thiên, để Đái Hưu Nhan ở lại giữ thành, còn mình thì chạy theo hướng tây đến Lương châu. Lúc bấy giờ hai vạn quân Thổ Phiên mới kéo đến hỗ trợ. Dựa vào lực lượng này, nhà Đường bắt đầu tổ chức phản công. Còn Chu Thử lại ngại thế lực của Lý Hoài Quang, không muốn cho Hoài Quang xưng đế, nên chỉ dùng lễ kẻ dưới để tiếp đãi. Lý Hoài Quang giận lắm, bèn chạy về phía đông, đến đất Hà Trung để tránh xa Chu Thử.
Trong khi đó, đại tướng Lý Thịnh lập kế hoạch tấn công về Trường An. Ngày 12 tháng 5, quân Đường bắt đầu tấn công. Quân Đường đánh bại các đội quân của Chu Thử, thu phục lại Quan Trung rồi tiến vào kinh thành. Ở Hà Bắc, Chu Thao cũng liên tiếp bị đánh bại. Ngày 20 tháng 6, quân Đường đại thắng ở Trường An, Chu Thử dẫn quân rút khỏi kinh đô, nhằm hướng Thổ Phiên mà chạy, cuối cùng bị bộ hạ giết ở Bành Nguyên. Trường An và Hàm Dương được khôi phục. Sau đó Đức Tông tiến chiếm lại Phượng Tường. Ngày 3 tháng 8 năm 784, ông được đưa trở về Trường An sau một năm trốn chạy.
Trong khi đó Lý Hoài Quang thấy Chu Thử bị diệt, cũng muốn trở lại hàng Đường. Đức Tông sai Khổng Sào Phụ đến Hà Trung thủ dụ Hoài Quang, nhưng quân lính của Hoài Quang lại giết mất Khổng Sào Phụ, trở mặt với triều đình. Tháng 8, quân Đường do Hồn Giam và Lạc Nguyên Quang chỉ huy tiến đánh Hoài Quang. Hai bên giằng co suốt gần một năm, mãi đến tháng 8 năm 785, Lý Hoài Quang binh bại tự vẫn, đất Hà Trung trở về với nhà Đường.
Quân Đường lại chuyển sang tấn công Lý Hi Liệt ở Biện châu và đánh thắng rất nhiều trận. Năm 786, quân Đường chiếm lại Biện châu, Lý Hi Liệt chạy về Thái châu. Tháng 4 năm 786, quân Đường bao vây Thái châu, bộ tướng Trần Tiên Kì hạ độc Lý Hi Liệt rồi cho sát hại cả nhà ông ta, gửi thủ cấp đến Trường An hàng Đường. Không lâu sau, Trần Tiên Kì bị người trung thành với Lý Hi Liệt Ngô Thiếu Khanh hạ sát, Ngô Thiếu Thành tự xưng là lưu hậu ở Thân Thái. Triều đình đành phải công nhận Ngô Thiếu Thành.
Sự biến Phụng Thiên bắt đầu từ 4 trấn Hà Bắc khởi loạn năm 781, khiến triều đình nhà Đường một phen chao đảo vì mất kinh đô, đến đây kết thúc sau 4 năm, nhưng các trấn tạo phản vẫn được xá tội và tiếp tục cát cứ ở đất cũ. Từ đó đến tận cuối nhà Đường và sang cả thời Ngũ Đại, vấn nạn phiên trấn không sao dẹp yên được.

### Chính trị thời Trinh Nguyên
Sang đầu năm 785, Đức Tông cải nguyên là Trinh Nguyên năm đầu, đại xá thiên hạ. Tháng 1 năm 786, ông phong cho các đại thần Lưu Tư, Thôi Tạo, Tề Ánh đảm nhận Đồng bình chương sự, trở thành ba tể tướng mới trong triều. Sau loạn Phụng Thiên, ông cho đổi đất phong của một số Tiết độ sứ để làm tránh việc họ mau chóng tập hợp lực lượng. Lúc bấy giờ triều đình lại phải đối mặt với sự xâm lăng của Thổ Phiên. Thổ Phiên nhân lúc nhà Đường suy yếu, liên tục mở các cuộc tấn công vào Quan Trung và cướp bóc của cải, nhiều lần triều đình phải ra lệnh giới nghiêm trong toàn Trường An. Một vấn đề nữa là do trong biến loạn, các hoạn quan trong triều tỏ ra rất trung thành với Đức Tông khiến ông dần thay đổi cách đối xử với họ. Đến cuối năm 786, Đức Tông thăng Thần Sách tả, hữu sương thành Điện tiền tả hữu sanh quân, chủ yếu do các hoạn quan nắm giữ.
Trong lúc đó, tể tướng Trương Diên Thưởng oán hận Mã Toại nên ngày 8 tháng 7 năm 785, lúc Hồn Giám thay mặt Mã Toại giảng hòa đã phục binh vây bắt Hồn Giám để uy hiếp Mã Toại, rồi đưa binh tới tận Trường An nhưng Hồn Giám lại trốn thoát. Về sau Mã Toại bị Đức Tông tước binh quyền ở Hà Đông, Lý Tự Lượng được lập làm Tiết độ sứ mới ở Hà Đông. Còn Trương Diên Thưởng tạ bệnh không vào triều nữa. Đức Tông cho triệu thầy cũ là Lý Bí đang ở Thiểm Quắc vào triều làm Trung thư thị lang, đảm nhận tướng vị.
Tiết độ sứ Nghĩa Thành Lưu Trừng chết, con là Lưu Khắc Ninh giết tướng dưới quyền Mã Huyễn, ý muốn kế tập ở Nghĩa Thành. Tướng Lưu Huyền Tá được lệnh cầm quân đi đánh, Khắc Ninh hoảng sợ phải bỏ ý định. Có chiếu phong Giả Đam lên thay làm Tiết độ sứ Nghĩa Thành.
Đầu năm 787, Đức Tông lập Thục phi Vương thị làm hoàng hậu, nhưng chỉ vài ngày sau, hoàng hậu lại qua đời, thụy là Chiêu Đức, táng ở Tĩnh lăng. Cùng lúc do Thôi Tạo không hoàn thành nhiệm vụ cải tiền cốc pháp nên bị giáng chức tể tướng. Theo đề nghị của Hàn Hoảng, Đức Tông phong cho Trương Diên Thưởng làm tể tướng mới. Trương Diên Thưởng và Tề Ánh lại có hiềm khích với nhau, Diêm Thưởng tấu rằng Ánh không có tài tể tướng. Có chiếu biếm Tề Ánh làm thứ sử Quỳ châu, Liễu Hồn được thay làm tể tướng.
Cũng năm 787, một biến cố xảy ra làm đe dọa đến vị trí của thái tử Lý Tụng. Tể tướng khi đó là Trương Diên Thưởng, người có hiềm khích với Lý Thúc Minh (李叔明), Tiết độ xứ Đông Xuyên, phát hiện ra rằng con trai của Thúc Minh là Lý Thăng, đang là một viên quan trẻ cấp thấp, có qua lại với dì của Đức Tông - đồng thời là mẹ đẻ của Thái tử phi Tiêu thị - là Công chúa Cáo quốc. Ông ta tấu việc lên Đức Tông, ám chỉ rằng Lý Thăng có quan hệ mờ ám với Công chúa Cáo quốc. Khi nhà vua đem việc này hỏi Lý Bí, thì ông đã sớm đoán biết rằng chính họ Trương là người cáo mật, và đề nghị không điều tra, vì những chuyện thế này sẽ làm tổn hại đến danh dự của Thái tử Lý Tụng. Đổi lại, Đức Tông dời Lý Thăng đến làm việc ở Đông cung để không còn qua lại với công chúa nữa. Nhưng đến mùa thu cùng năm, lại có người tố cáo Cáo Quốc công chúa không chỉ qua lại mật thiết với Lý Thăng mà còn với nhiều đại thần khác như Tiêu Đỉnh, Lý Vạn, Vi Khác, hơn thế còn sử dụng bùa chú để trù ếm Đức Tông. Đức Tông cả giận, cho bắt giam công chúa và từ đó cũng đối xử lạnh nhạt với Lý Tụng (do Đức Tông cho rằng việc làm của công chúa là để đưa Lý Tụng - con rể bà ta lên ngôi sớm hơn). Đức Tông muốn phế Thái tử phi Tiêu thị, lập Vương lương đệ làm thái tử phi, nhưng Lý Tụng ra sức cầu xin, khiến cơn giận của nhà vua càng dữ dội hơn. Ông tính tới chuyện phế Thái tử để đưa người con nuôi là Thư vương Lý Nghị (李誼) lên thay. Lý Bí ra sức cầu xin cho Thái tử, đến nỗi suýt nữa là bị vạ lây. Cuối cùng Đức Tông cũng nguôi giận mà tha tội cho Thái tử. Về sau Cáo quốc qua đời, Đức Tông nhân khi Lý Tụng bị bệnh mà bỏ độc giết chết Tiêu phi.
Năm 790, có tin đồn rằng Lý Nạp ở Tri Thanh có ý định đưa Điền Triều (con trai nhỏ của Điền Thừa Tự) trở về Ngụy Bác để tranh quyền với Điền Tự. Điền Tự dùng lễ vật hậu hĩnh lấy lòng khuyên Lý Nạp đưa Điền Triều về Trường An, đồng thời chấp nhận hàng thứ sử Lệ châu Triệu Hạo (người trước đó đã dâng châu này cho Vương Vũ Tuấn). Điền Tự còn giả chiếu chỉ của vua Đức Tông, trong chiếu công nhận Lệ châu thuộc Bình Lư. Vũ Tuấn nộ thậm và cho tấn công Bối châu của Ngụy Bác, chiếm được bốn quận của châu này. Mùa đông năm đó, triều đình ra mặt hòa giải, các trấn giữ nguyên địa giới như trước.
Trong thời gian này, Đức Tông bắt đầu trở nên xa xỉ và lãng phí khi nhận các cống vật từ các Tiết độ sứ. Lý Bí cố khuyên ngăn nhưng Đức Tông chỉ hứa ngoài miệng, bên trong vẫn không sửa đổi. Tháng 3 năm 789, Lý Bí mất, từ đó Đậu Tham trở thành tể tướng nắm nhiều quyền lực nhất trong triều. Tuy nhiên do Đậu Tham là người giảo hoạt, Đức Tông bắt đầu có ý ghét. Năm 792, Đậu Tham bị bãi chức rồi bức tử; Lục Chí lên thay. Lục Chí có ý định cải cách kinh tế và trấn áp các tiết độ sứ bên ngoài, song Đức Tông không dám làm việc đó.
Năm 792, Lý Nạp mất, con là Lý Sư Cổ lên thay làm Tiết độ sứ Tri Thanh. Lúc đó trong triều, Lục Chí bất hòa với cận thần của Đức Tông là Bùi Diên Linh. Lục Chí nhiều lần tố cáo Diên Ninh trước mặt Đức Tông nhưng ông không nghe. Lục Chí lại cố tranh biện thì càng bị Đức Tông ghét thêm. Năm 794, Lục Chí bị giáng làm thái tử tân khách, sau đó bị đưa đi lưu đày đến Trung châu (795). Sau đó Bùi Diên Ninh còn hãm hại một số đại thần khác như Lý Sung, Trương Bàng, Lý Tiêm và đuổi họ khỏi triều đình.
Từ thời điểm đó, Đức Tông không còn tin tưởng vào các tể tướng nữa mà chỉ tín nhiệm hoạn quan. Bùi Diên Linh ngày càng được Đức Tông tin tưởng, Diên Linh nói gì Đức Tông cũng nghe. Sau khi Bùi Diên Linh chết, Tề Vận trở thành người được Đức Tông tin tưởng nhất. Tề Vận cùng bọn Vương Thiệu, Lý Thật, Vi Cừ Mưu kết bè đảng làm lũng đoạn triều chính, gièm pha công thần tể tướng. Chính sự cuối thời Trinh Nguyên ngày càng không còn kỉ cương gì cả. Trong khi đó ở bên ngoài, các tiết độ sứ sợ uy thế của triều đình nên thường gửi nhiều cống phẩm đắc giá lên Đức Tông, ông đều nhận cả và sủng tín các tiết độ sứ dâng cống phẩm. Đội quân Thần Sách do các hoạn quan Đậu Văn Tràng, Hoắc Tiên Minh, Tiêu Hi Vọng... chỉ huy cũng bắt đầu lớn mạnh từ đây, về sau nạn hoạn quan tham chính được dịp bùng lên ngay sau khi Đức Tông qua đời.
Năm 794, Lý Bão Chân ở Chiêu Nghĩa mất, con là Lý Kiến muốn lên kế nhiệm cha nhưng thất bại. Đức Tông bổ nhiệm Vương Kiền Hưu là tiết độ sứ mới ở trấn này, tuy nhiên tướng Nguyên Nghị dưới quyền Lý Bão Chân không phục và chống lại Vương Kiền Hưu. Cuộc giao tranh kéo dài hơn 1 năm, cuối cùng Nguyên Nghị thất bại, chạy đến nương nhờ Điền Tự ở Ngụy Bác.

### Quan hệ với lân bang
Ở biên giới phía tây, từ sau loạn An Sử, quân Thổ Phiên nhân nhà Đường suy yếu liên tục tấn công, quấy phá, các tướng nhà Đường chống đỡ rất vất cả. Sau binh biến Phụng Thiên, nhà Đường mới rảnh tay tăng cường lực lượng để đối phó người Phiên. Các tướng Lý Thịnh, Hồn Giam, Mã Toại cầm quân ở biên cương, nhiều lần ngăn chặn được Thổ Phiên. Mà quân Phiên rất sợ tài năng của họ, khi xâm phạm biên giới lại gặp các tướng ấy nên phải xin hòa, Mã Toại chấp nhận nhưng triều đình không chịu. Đến khi tể tướng Hàn Hoảng qua đời, Đức Tông (do ghét Hồi Hột) lại muốn cùng liên minh với Thổ Phiên để chống Hồi Hột. Ông lại sợ Lý Thịnh ở bên ngoài nắm nhiều quân mã, lại thêm Trương Diên Thưởng gièm pha nên Đức Tông triệu về triều phong làm Thái úy Trung thư lệnh (tể tướng trên danh nghĩa), thực ra là để kiềm chế. Sau đó hai nước giảng hòa.
Theo đề nghị của tể tướng Lý Bí, Đức Tông cho thực hiện lại chế độ phủ binh vốn bị bãi bỏ dưới thời Đường Minh Hoàng, theo đó tuyển mộ thêm binh lính đến khu vực gần biên giới với Thổ Phiên và Đảng Hạng, và cho họ công cụ và hạt giống để thực hiện việc khẩn hoang, thời bình họ tự cày cấy để kiếm sống, thời chiến thì theo quân ra trận. Như thế số lượng lương thực sản xuất được ở những vùng đất đó có thể trực tiếp đem làm quân lương, tiết kiệm được một khoản chi phí khá lớn cho triều đình. Sau sắc lệnh này, có đến khoảng 50 - 60% binh lính ở chiến trường phía tây đã quyết định ở lại đây định cư.
Lý Bí còn đề nghị dùng hôn nhân để kết minh với Hồi Hột, Đại Thực, Vân Nam... cùng chống Thổ Phiên; ban đầu Đức Tông không chịu vì còn oán Hồi Hột nhưng sau đó Lý Thịnh và Mã Toại cũng lên tiếng về việc này, Đức Tông bèn gả công chúa cho Khả hãn Cốt Độc Lộc của Hồi Hột (lúc này Hồi Hột đổi tên là Hồi Cốt). Với việc kết minh với các nước, quân Đường đã có thêm đồng minh chống Thổ Phiên, quân Thổ Phiên lại phải đối phó với Nam Chiếu và Hồi Hột nên cũng không dám xâm nhập sau vào lãnh thổ nhà Đường như trước nữa, Thổ Phiên bắt đầu suy yếu và quân Đường lại giành được nhiều thắng lợi trong các cuộc giao tranh.
Năm 785 vua Tân La Nguyên Thánh Vương (Kim Kính Tín) lên ngôi ở Tân La thì sang năm 787 cử đoàn triều cống sang nhà Đường và thỉnh cầu sắc phong. Đức Tông công nhận Tân La Nguyên Thánh Vương là vua Tân La. Năm 788, Tân La Nguyên Thánh Vương cho mở kỳ thi khoa cử đầu tiên ở Tân La theo mô hình của nhà Đường. Năm 790 vua Tân La Nguyên Thánh Vương phái Kim Ngạn Thăng đi sứ sang nhà Đường, nơi ông ấy đã thể hiện được mình và được Đức Tông ban cho một tước hiệu cao. Đến năm 800, vua Tân La Chiêu Thánh Vương (Kim Tuấn Ung) qua đời, Kim Ngạn Thăng từ nhà Đường quay về Tân La làm quan nhiếp chính cho vua nhỏ Tân La Ai Trang Vương (Kim Thanh Minh).
Vào cuối thời đại của Bột Hải Văn Vương trong năm 793, các hoàng tử từ hoàng tộc vương quốc Bột Hải (con cháu của Bột Hải Cao Vương, Bột Hải Vũ Vương và Bột Hải Văn Vương) đang làm lính canh tại triều đình nhà Đường của Đức Tông theo ý muốn của họ. Hòa bình với nhà Đường cho phép vương quốc Bột Hải tiếp tục mở rộng lãnh thổ của mình. Trước đó thế tử của Bột Hải Văn Vương là Đại Hoành Lâm (Dae Goeng-rim) đã chết, còn Nhị hoàng tử Đại Anh Tuấn, Tam hoàng tử Đại Trinh Oát và Tứ hoàng tử Đại Tung Lân đang làm lính canh ở nhà Đường (đời vua Đường Đức Tông) nên ông ta phải chọn em trai của ông là Đại Nguyên Nghĩa làm người kế vị của mình. Đại Nguyên Nghĩa làm vua từ năm 793 đến năm 794 thì bị giết, đích tôn của Bột Hải Văn Vương là Đại Hoa Dư được đưa lên làm vua, tức là Bột Hải Thành Vương. Nghe tin cháu mình là vua Bột Hải Thành Vương thể chất yếu ớt sắp qua đời, Đại Tung Lân đã rời nhà Đường (đời vua Đường Đức Tông) quay về vương quốc Bột Hải trong năm 794. Sang năm 795 thì Bột Hải Thành Vương mất, Đại Tung Lân lên kế vị, tức là vua Bột Hải Khang Vương.
Năm 794, thủ lĩnh Mông Dị Mâu Tầm ở khu vực Vân Nam được nhà Đường (đời Đường Đức Tông) phong làm Nam Chiếu vương (南詔王), từ đó quốc hiệu chính thức gọi là Nam Chiếu quốc (南詔國).
Vua Bột Hải Khang Vương vừa lên ngôi vua của vương quốc Bột Hải vào năm 795 thì phái con trưởng là Đại Nguyên Du (khi đó hơn 30 tuổi) đi sứ sang nhà Đường (đời vua Đường Đức Tông) để bang giao. Từ năm 795, vua Bột Hải Khang Vương của vương quốc Bột Hải có các hoạt động thương mại với nhà Đường và cũng thường xuyên cử sứ thần sang nhà Đường.
Năm 790 Đức Tông phong cho Cao Chính Bình làm An Nam đô hộ phủ. Cao Chính Bình tới thành Tống Bình (nay là Hà Nội, Việt Nam) nhậm chức thì giao tranh với nghĩa quân của Phùng Hưng, Phùng Hải ở Đường Lâm thuộc An Nam đô hộ phủ. Phùng Hưng đem quân đánh với Cao Chính Bình, lâu ngày không thắng được. Phùng Hưng dùng kế của Đỗ Anh Hàn, đặt đại bản doanh ở làng Triều Khúc, Thanh Trì, đem quân vây thành Tống Bình. Quan Đô hộ Cao Chính Bình đem binh ra đánh mãi không phá được vòng vây của nghĩa quân Phùng Hưng, ưu phẫn phát bệnh vàng da rồi chết năm 791. Phùng Hưng đánh chiếm thành Tống Bình, tự xưng là Đô Phủ Quân, phong Phùng Hải làm Thái úy. An Nam đô hộ phủ bị chấn động. Đức Tông phái Triệu Xương dẫn quân Đường sang chống cự Phùng Hưng. Triệu Xương tiếp tục cho đắp thành Đại La cùng năm 791. Năm 794, Triệu Xương bị bệnh ở chân xin về nhà Đường nghỉ ngơi nên Đức Tông bèn cử Binh bộ lang trung Bùi Thái sang thay Triệu Xương làm An Nam đô hộ. Chưa được bao lâu thì Phùng Hưng đánh đuổi Bùi Thái đi. Năm 802, Đô Phủ Quân Phùng Hưng qua đời, được dân bản địa xưng là Bố Cái Đại Vương. Lực lượng quân nghĩa quân bị chia rẽ: một nửa ủng hộ em Phùng Hưng là Phùng Hải, một nửa do tướng Bồ Phá Cần đứng đầu chủ trương chọn Phùng An thay cha làm Đô Phủ Quân. Hai bên đánh nhau, nhờ Bồ Phá Cần là mãnh tướng, Phùng An thắng thế. Phùng Hải và Phùng Dĩnh phải bỏ chạy vào động Chu Nham. Phùng An lên kế vị làm Đô Phủ Quân ở thành Tống Bình thuộc An Nam đô hộ phủ. Các thủ hạ của Phùng Hải bỏ đi, không phục tùng Phùng An, do đó lực lượng quân khởi nghĩa bị suy yếu. Sau thời gian lo vấn đề phiên trấn, vua Đức Tông nhận ra An Nam đô hộ phủ bị mất hơi lâu nên đã cử lão tướng Triệu Xương cầm quân sang đánh Phùng An ở thành Tống Bình. Triệu Xương chưa dùng binh mà sai sứ sang dụ trước. Phùng An cự tuyết. Triệu Xương dẫn quân Đường hùng hổ đánh bại nghĩa quân ở An Nam đô hộ phủ, tàn sát dân chúng, thành Tống Bình bị quân Đường chiếm lại. Phùng An yếu thế phải đầu hàng quân Đường đầu năm 803. Cuối cùng không rõ kết cục của Phùng An sau khi xin hàng nhà Đường.
Năm 800 nước Nam Chiếu (đời vua Mông Dị Mâu Tầm) hiến Thiên Nam Điền Việt tục ca (天南滇越俗歌) cho nhà Đường (đời vua Đường Đức Tông), sau đổi tên thành Nam Chiếu phụng thánh nhạc (南詔奉聖樂), tham gia diễn xuất nhân số đạt trăm người. Những năm cuối thời Đức Tông, Nam Chiếu chủ trương liên minh với nhà Đường để cùng chống lại Thổ Phiên. Vua Nam Chiếu là Mông Dị Mâu Tầm liên quân với Vi Cao đánh bại Thổ Phiên nhiều lần khiến chúng không còn đe dọa mạnh đến kinh thành Trường An như trước. Đến năm 803, Thổ Phiên phải sai sứ đến Trường An nộp cống và lập lại hòa bình.

### Cuối đời
Đường Đức Tông về cuối đời trở nên bất lực với tình trạng cát cứ của các trấn, đành phải chấp thuận chế độ cha truyền con nối của các trấn, như họ Điền ở Ngụy Bác, họ Vương ở Thành Đức, họ Lý ở Tri Thanh, họ Lưu ở Lư Long, họ Ngô ở Hoài Tây... Ba trấn Ngụy Bác, Thành Đức, Lư Long về cơ bản đã bán độc lập với chính quyền nhà Đường; sử gọi là Hà Bắc tam trấn.
Thời kì này, tình hình ngoài biên cương đã lắng dịu bớt do Thổ Phiên phải căng sức đối phó với Nam Chiếu, nên ít cử quân xâm phạm hơn trước và lần nào giao tranh thì quân Đường cũng chiến thắng. Còn ở bên trong, vào năm 799, do thiếu quân lương, Ngô Thiếu Thành cho quân cướp bóc và lấn chiếm các trấn xung quanh. Đức Tông bèn cho phép các tiết độ sứ khác là Hàn Hoằng ở Tuyên Vũ, Thượng Quan 涗, Y Thận ở An Hoàng tiến binh thảo phạt, đồng thời tước quan chức của Ngô Thiếu Thành. Quân Đường đánh bại quân của Ngô Thiếu Thành trong một số trận, nhưng do trong quân không có người thống suất nên không có phương lược rõ ràng, mà tiết độ sứ thảo phạt Thiếu Thành cũng là chỉ muốn cướp bóc để làm giàu. Đầu năm 800, Ngô Thiếu Thành đánh bại quân Đường mấy trận lớn, cướp bóc thêm nhiều của cải. Để đối phó, Đức Tông phong cho Hàn Toàn Nghĩa làm Tiết độ sứ Hạ Thuy, nhưng cũng bị Ngô Thiếu Thành đánh bại. Cuối cùng Đức Tông nghe lời của Tiết độ sứ Vi Cao, hạ chiếu xá tội cho Ngô Thiếu Thành vào cuối năm 800, chiến dịch kết thúc. Cùng năm đó, Đức Tông phong thêm các tể tướng Cao Dĩnh và Trịnh Du.
Do Đức Tông đã già yếu nên dần giao bớt chính sự cho thái tử Lý Tụng. Lý Tụng và một số đại thần chuẩn bị thực hiện công cuộc cải cách đất nước về sau. Tuy nhiên đến tháng 9 ÂL năm 804 thì Lý Tụng bị bệnh nặng, trở nên liệt nửa người và không thể nói được. Đức Tông cũng cảm thấy bi thương, thường khóc than cho thái tử, đến đầu năm 805 thì ông cũng lâm bệnh do quá đau buồn. Ngày 25 tháng 2 năm 805, Đức Tông băng hà, thọ 64 tuổi. Thụy hiệu đầy đủ Thần Vũ Hiếu Văn hoàng đế (神武孝文皇帝), an táng tại Sùng lăng (崇陵).
Các đại thần Hàn Lâm học sĩ Trịnh Nhân và Vệ Thứ Công đến điện Kim Loan soạn thảo di chiếu. Một số hoạn quan cho rằng Thái tử Tụng có bệnh nên chưa biết có nên lập hay không. Vệ Thứ Công vẫn muốn Thái tử Tụng nối ngôi, cuối cùng triều đình chấp nhận. Ngày 28 tháng 2, Thái tử Lý Tụng được đưa lên ngôi trong tình trạng không thể nói được, tức là Đường Thuận Tông.

## Gia đình
- Thân phụ: Đường Đại Tông Lý Dự.
- Thân mẫu: Duệ Chân hoàng hậu Thẩm thị (睿真皇后沈氏), người Ngô Hưng, mất tích trong loạn An Sử.
- Hậu phi:

1. Chiêu Đức hoàng hậu Vương thị (昭德皇后王氏, ? - 786), con gái Vương Ngọ (王遇), không rõ quê quán. Lúc đầu là Thục phi (淑妃), quản lý hậu cung. Ngày 3 tháng 12, Vương Thục phi lâm trọng bệnh, Đức Tông phong bà làm Hoàng hậu. Tuy nhiên, 3 ngày sau tức 6 tháng 12, Vương hoàng hậu mất. Sinh Đường Thuận Tông Lý Tụng và Đường An công chúa.
2. Vi Hiền phi (韦贤妃, ? - 809), không rõ quê quán, tổ phụ là Hữu uy vệ tướng quân Vi Trạc (韦濯). Cưới Đức Tông khi ông còn là Thái tử, lập làm Lương đệ (良娣), sau khi đăng cơ sách phong làm Hiền phi (贤妃). Vi Hiền phi tính tình trầm ổn, lễ nghi chu đáo. Sau khi Đức Tông băng, Vi hiền phi nguyện theo phùng thờ trong lăng đến khi qua đời.
3. Võ Đức phi (武德妃).
4. Tu nghi Triệu thị (修仪赵氏).
5. Chiêu nghi Vương thị (昭仪王氏).
6. Chiêu dung Vương thị (昭容王氏).
7. Chiêu viên Vương thị (昭媛王氏).
8. Tu dung Vương thị (修容王氏).
9. Sung dung Thôi thị (充容崔氏).
10. Sung nghi Dương thị (充仪杨氏).
11. Kim Tỉnh Lan (金井兰), người Tân La.
12. Tống Nhược Sân (宋若莘), nguyên quán ở quận Hà Nội.
13. Tống Nhược Chiêu (宋若昭), sau phong làm Lương quốc phu nhân (梁国夫人).
14. Tống Nhược Luân (宋若伦).
15. Tống Nhược Hiến (宋若宪).
16. Tống Nhược Tuân (宋若荀).

- Hoàng tử:

1. Tuyên Thành Quận Vương → Tuyên vương → Đường Thuận Tông Lý Tụng, mẹ là Chiêu Đức hoàng hậu.
2. Thư vương Lý Nghị [舒王李誼], nguyên tên là Lý Mô [李謨], con của Trịnh vương Lý Mạc [李邈], do Lý Mạc mất sớm nên Đức Tông nhận làm con.
3. Thông vương Lý Kham [通王李諶].
4. Kiền vương Lý Lượng [虔王李諒].
5. Túc vương Lý Tường [肅王李詳, ? - 782].
6. Tư vương Lý Khiêm [資王李謙].
7. Tấn Vân quận vương → Đại vương Lý Kính [代王李諲].
8. Ung vương → Văn Kính thái tử Lý Nguyên [文敬太子李謜, 782 - 799], nguyên là con của Đường Thuận Tông, Đức Tông thương yêu nên nhận làm con.
9. Chiếu vương Lý Giới [照王李誡].
10. Khâm vương Lý Ngạc [欽王李諤].
11. Trân vương Lý Xiêm [珍王李諴, ? - 832].

- Hoàng nữ[58]:

1. Hàn Quốc Trinh Mục công chúa (韩国贞穆公主), mẹ là Chiêu Đức hoàng hậu, sơ phong Đường An công chúa (唐安公主), hạ giá lấy Vi Hựu (韦宥).
2. Ngụy Quốc Hiến Mục công chúa (魏国宪穆公主), sơ phong Nghĩa Dương công chúa (义阳公主), lấy Vương Sĩ Bình (王士平).
3. Trịnh Quốc Trang Mục công chúa (郑国庄穆公主), sơ phong Nghĩa Chương công chúa (义章公主), lấy Trương Mậu Tông (张茂宗).
4. Lâm Chân công chúa (临真公主), lấy Tiết Viễn (薛钊), mất vào những năm Nguyên Hòa.
5. Vĩnh Dương công chúa (永阳公主), lấy Thôi Kính (崔諲).
6. Phổ Ninh công chúa (普宁公主), mất sớm.
7. Văn An công chúa (文安公主), xuất gia làm đạo sĩ.
8. Yên Quốc Tương Mục công chúa (燕国襄穆公主), sơ phong Hàm An công chúa (咸安公主), hạ giá lấy Trường Thọ Thiên Thân Khả hãn (长寿天亲可汗) của Hồi Hột, sách vi Trí Tuệ Đoan Chính Trường Thọ Hiếu Thuận Khả đôn (智慧端正长寿孝顺可敦). Mất vào năm Nguyên Hòa thứ 3 (808) tại Hồi Hột, cải vi Yến Quốc Tương Mục công chúa như hiện tại.
9. Nghĩa Xuyên công chúa (义川公主), mất sớm.
10. Nghi Đô công chúa (宜都公主), lấy Liễu Dục (柳昱), mất vào những năm Trinh Nguyên.
11. Tấn Bình công chúa (晋平公主), mất sớm.